# تپه کوچک فین
تپه کوچک فین مربوط به عصر مس - دوره اشکانیان - سده‌های میانه دوران‌های تاریخی پس از اسلام است و در شهرستان ازنا، بخش جاپلق، دهستان جاپلق شرقی، ۲ کیلومتری جنوب روستای متروکه فین واقع شده و این اثر در تاریخ ۷ اسفند ۱۳۸۶ با شمارهٔ ثبت ۲۱۳۴۲ به‌عنوان یکی از آثار ملی ایران به ثبت رسیده است.